# Eric Laporte
Pour les articles homonymes, voir Éric Laporte (homonymie).
Eric Laporte est un ténor originaire de Québec au Canada. Il est actif sur les scènes d’opéra canadiennes et européennes, particulièrement en Allemagne et en Autriche, et ce depuis 1998.

## Formation
Eric Laporte étudie la musique et le chant au Cégep de Sainte-Foy (auprès de Danielle Demers), à l’Université du Québec à Montréal (auprès de Joseph Rouleau et Colette Boky) pour compléter sa formation auprès de Marie Daveluy de même qu’à l’Atelier lyrique de l’Opéra de Montréal. Il dit avoir été inspiré à pratiquer les arts de la scène par sa tante Monique Miller et sa marraine Louise Rémy, toutes deux comédiennes.

## Débuts
Il fait ses débuts professionnels en 2000 au Landestheater de Salzbourg en Autriche, avec 25 représentations dans le rôle de Tamino de La Flûte enchantée de Mozart, à la suite de sa participation au Concours international Hans Gabor Belvedere (en) de Vienne, en 1999. Sa carrière en Europe se poursuit avec un engagement de trois saisons au Théâtre d'État de Linz (de), puis de deux saisons au Théâtre de Bonn (de), avec respectivement neuf et six premiers rôles de ténor lyrique-léger.

## Carrière
Depuis 2006, Eric Laporte est artiste free-lance, ce qui lui fait collaborer avec de nombreuses maisons d’opéra en Europe, dont le Deutsche Oper am Rhein à Düsseldorf, l’Opéra de Cologne, le théâtre de Brême, le Reisopera des Pays-Bas (en), le Volksoper de Vienne, le Théâtre national allemand de Weimar, l’Opéra Nice Côte d’Azur, le Théâtre du Capitole de Toulouse, l’Opéra national du Rhin de Strasbourg et le Scottish Opera,,,.
Ayant fait ses débuts dans les rôles de ténor lyrique-léger, il est invité dès 2012 à se produire dans le répertoire de ténor lirico-spinto avec Max dans Der Freischütz à Gießen (en), repris à Hanovre en 2015 et 2018. Il fait ses débuts wagnériens avec le rôle d’Erik dans Der Fliegende Holländer à Giessen en 2013, repris à Hanovre en 2017 et dans sa ville natale de Québec en 2019.
Parmi ses engagements majeurs on compte Innsbruck (Nadir dans Les Pêcheurs de perles en 2014 et Faust de Gounod en 2015), Maastricht (nl) (Alfredo dans La traviata en 2014), Mayence (Alfredo dans La traviata en 2014, Cavaradossi dans Tosca en 2015, Hoffmann en 2019, Des Grieux dans Manon Lescaut et Siegmund dans Der Ring an einem Abend en 2020), Kaiserslautern (en) (Duca dans Rigoletto en 2016, Nadir dans Les Pêcheurs de perles en 2017), Ulm (en) (Calàf dans Turandot en 2015, Lohengrin, Werther ainsi que Des Grieux dans Manon Lescaut en 2016, Radamès dans Aïda, Faust de Gounod et Ismaele dans Nabucco en 2017), Augsbourg (en) (Idomeneo en 2016), Hanovre (Max dans Der Freischütz en 2015 et 2018, Erik dans Der fliegende Holländer en 2017, Faust de Berlioz en 2019, captation NDR), Nuremberg (Lohengrin en 2019, captation BR), Québec (Erik dans Der fliegende Holländer en 2019) ainsi que Francfort (Ulysse dans Pénélope de Gabriel Fauré en 2019, enregistré pour Oehms/Naxos).
Au concert il est actif dans des œuvres telles la 9e Symphonie et l’oratorio Christus am Ölberge de Beethoven, La Damnation de Faust de Berlioz, Le Roi David d’Honegger ainsi que le Requiem Glagolitique d’Igor Kuljerić (enregistré pour BR-Klassik).
À ce jour (mars 2021), Eric Laporte s’est produit dans plus de 80 productions et 40 maisons d’opéra.

## Discographie
- Mozart chez le Marquis de Sade - Eric Laporte (Tamino) ; Sandrine Piau (Pamina) ; Evgueniy Alexiev (Papageno) ; Cassandre Berthon (Papagena) ; Ikumu Mizushima (La reine de la nuit), Suren Shahi-Djanyan (Sarastro) ; Francisco Almanza (Monostatos) ; Orchestre Provence Alpes Côte d'Azur, dir. Antonello Allemandi (Festival de Lacoste 2004, vidéo Bel Air) (OCLC 956370090)
- Massenet, Thaïs, Renée Fleming (Thaïs) ; Thomas Hampson (Athanael) ; Eric Laporte (Nicias) ; Nicolas Cavallier (Palémon) ; Elisabeth Vidal (La Charmeuse); Orchestre symphonique de la radio de Vienne; dir. Michel Plasson (2007, ORF)[37]
- Martinů, « Mirandolina » from Gießen - Francesca Lombardi Mazzulli (Mirandolina) ; Eric Laporte (Der Conte Albafiorita) ; Tomi Wendt (Der Cavaliere Ripafratta) ; Calin Valentin Cozma (Der Marchese Forlimpopoli) ; Ralf Simon (Fabrizio) ; Naroa Intxausti (Hortensia) ; Stine Marie Fischer (Dejanira) ; Orchestre philharmonique de Gießen, dir. Michael Hofstetter (2014, House of Opera/HR2 Kultur) (OCLC 900998014)
- Kuljerić, Hrvatski glagoljaški rekvijem [« Requiem Glagolitique »] - Kristina Kolar, soprano ; Annika Schlicht, mezzosoprano ; Eric Laporte, ténor ; Ljubomir Puškarić, baryton ; Chœur de la radio bavaroise et Orchestre de la radio de Munich, dir. Ivan Repušić (de) (concert 12-14 février 2020, BR-Klassik 900331) (OCLC 1225072373)